# Édouard Morot-Sir
Édouard Barthélémy François Morot-Sir, né le 1er avril 1910 à Autun en Saône-et-Loire et mort le 27 mai 1993 à New York, est un diplomate, philosophe et professeur, français.

## Biographie
En 1934 Edouard. Morot-Sir est agrégé de philosophie.

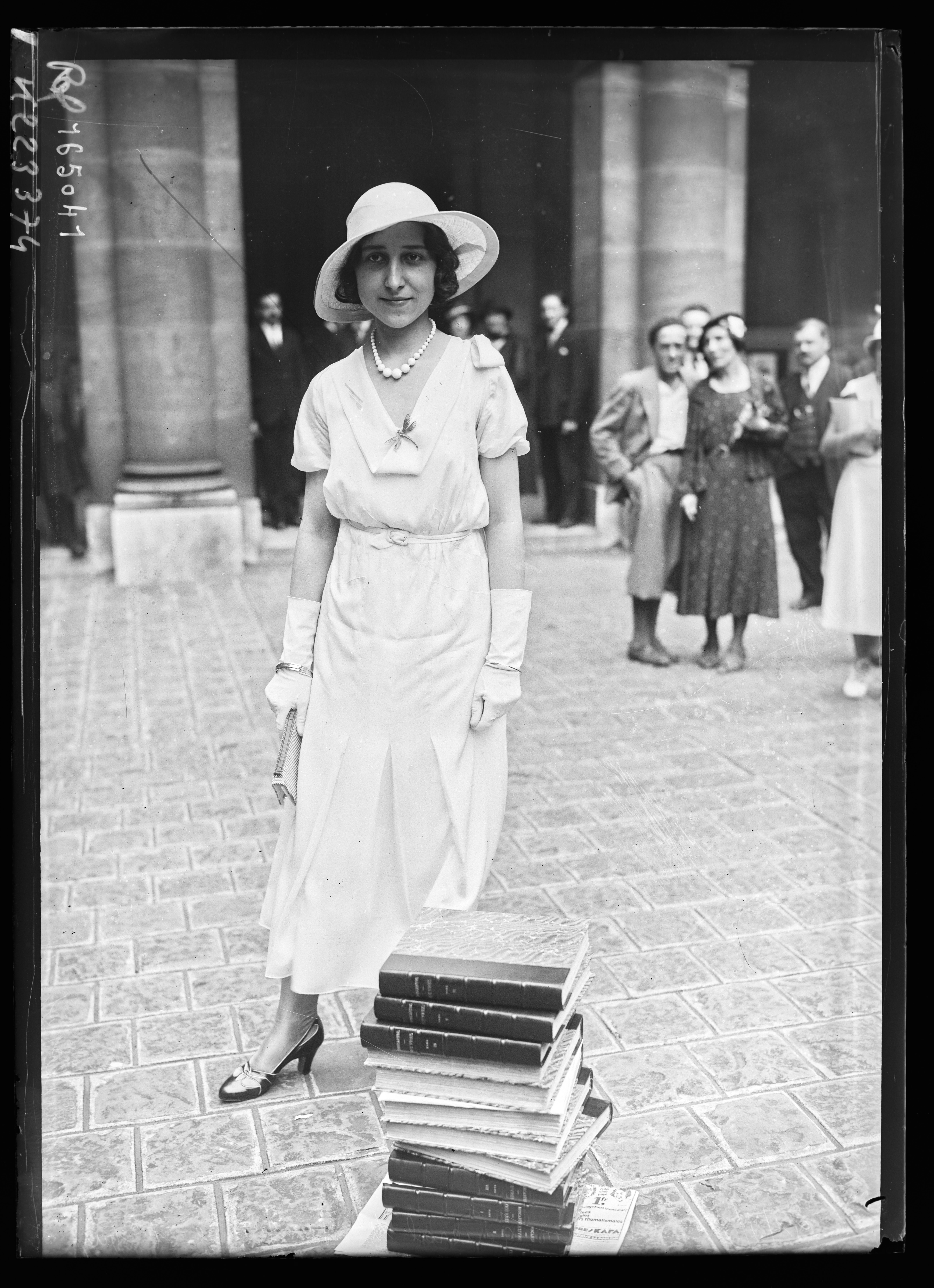
Jacqueline Le Senne, 1er prix de philosophie au concours général (juillet 1932)

En 1935, il épouse Jacqueline Le Senne (1914-2011), fille de René Le Senne. Elle est également philosophe et a obtenu le premier prix de philosophie au Concours général. Ils auront deux filles : Anne-Françoise et Catherine.
En 1939 il est mobilisé, alors qu'il est professeur de philosophie au Lycée Montesquieu du Mans. Lieutenant d'infanterie, en 1940, il est blessé au genou puis fait prisonnier.
Il soutient après la guerre, en 1947, à l'Université de Paris, une thèse de doctorat ès-lettres, publiée sous le titre : La Pensée négative : recherche logique sur sa structure et ses démarches. Il enseigne alors aux Universités de Bordeaux (1947-1950), du Caire (1950-1952) et de Lille (1950-1957).
En 1957 il est nommé conseiller culturel de l'Ambassade de France aux États-Unis. Il occupe ce poste durant 12 ans. Il est en même temps représentant permanent des universités françaises. Il développe, à ce double titre, les échanges universitaires franco-américains, organise des visites et échanges d'artistes, d'enseignants et d'intellectuels ainsi que des expositions et concerts.
En 1969 sa carrière de diplomate prend fin et il renoue avec la carrière de professeur d'université, enseignant d'abord à l'université de l'Arizona, puis jusqu'en 1983 à l'université de Caroline du Nord à Chapel Hill. Il a continué à promouvoir les relations franco-américaines en tant que président de l'Institut Français de Washington (IFW) de 1972 à 1990 (le nom a changé en Institut Français d'Amérique En 2008).
Il prend sa retraite en 1979, il vit à New-York jusqu'à sa mort. En mai 1993 une cirse cardiaque l'emporte.

### Ses travaux
Raymond Gay-Crosier en précise le champ : " il lui fut impossible de séparer la pratique ou l'enseignement de la langue, de la littérature, de la philosophie et de la culture. La gamme de ses sujets va de Pascal à Beckett, de la philosophie morale à la théorie critique et linguistique. Outre de très nombreux articles sur Pascal, Malraux, Camus, Saint-John Perse et d'autres auteurs du 20° siècle, il fut l'auteur d' ouvrages..." 
Publié en 1971 son ouvrage sur La pensée française aujourd'hui est salué de façon particulièrement élogieuse par le philosophe Étienne Borne : "Livre  tout ruisselant de modernité. D'abord par son style, prodigue en bonheurs subtils, fertile en retournements insolites, imitant admirablement par la clarté ambiguë de la phrase l'énigme des œuvres plastiques (sorte de poétique dont savent si bien user les précieux de notre temps), style dont l'agilité hors du commun convie à un salutaire exercice les lents lecteurs dont je suis. Modernité rendue ainsi visible, mais qui se trouve substantiellement dans l'Idée que M. Morot-Sir s'y fait de la philosophie.."

### Décorations
Édouard Morot-Sir était titulaire de la Croix de Guerre, commandeur des Palmes académiques, et commandeur de la Légion d' Honneur.

## Publications
- La Pensée négative : recherche logique sur sa structure et ses démarches , Paris, 1947, Aubier, 399 p.
- Philosophie et mystique , Paris, 1948, Aubier, 271 p.
- La Pensée française d'aujourd'hui , Paris, 1971, Presses universitaires de France.
- Pascal , Paris, 1973, Presses universitaires de France.
- La Métaphysique de Pascal , 1973, Presses universitaires de France
- Les mots, de Jean-Paul Sartre, Paris, 1975, Hachette, Classiques, 95 p.
- Du Surréalisme à l'empire de la critique [co-auteur Germaine Brée], Paris, Grenoble, 1984, B. Arthaud, 595 p.
- The Imagination of Reference: Meditating the Linguistic Condition , 1993, Gainesville, University Press of Florida.
- La raison et la grâce selon Pascal, Paris, 1993